# Porto Feliz
Porto Feliz (portugués: Puerto Feliz) es un municipio en el estado brasilero de San Pablo. Para 2004, la población era de 49.915 habitantes, la densidad era de 89,5/km², el área es de 557,98 km² y la elevación es de 523 m. La fábrica más grande de la ciudad, llamada Porto Feliz S/A, es responsable de la demanda de cajas de cartón corrugado del estado entero y de Brasil.